# 太田慶太郎
太田 慶太郎（おおた けいたろう、1906年3月8日 - 1989年3月22日）は、日本の社会運動家、政治家。木下杢太郎研究家。

## 経歴
1923年開成中学校を卒業。のち東京帝国大学中退。東大在学中に救援会の活動家になった。
1927年、日本プロレタリア芸術連盟中央委員となる。1928年、医師で社会運動家の馬島僴（まじまゆたか）や、雑誌『婦人の国』記者、前衛座研究生、日本プロレタリア芸術連盟書記を務めた妻太田操らと共に、解放運動犠牲者救援会（現：日本国民救援会）を創設し、初代書記を務めた。
1946年、日本共産党機関紙アカハタ経営局長。のち帰郷し、同党伊東市議会議員、静岡県議会議員を歴任。1967年1月、第31回衆議院議員総選挙に立候補、落選。
医学者で作家の木下杢太郎の甥であり、杢太郎に関する著作がある。1985年10月5日、以前より公開していた杢太郎の資料を伊東市に寄贈、伊東市立木下杢太郎記念館開館に寄与した。
筆名は谷一（たにはじめ）。